# Canigao-kanaal
Het Canigao-kanaal is een zeestraat in de Filipijnen tussen de centraal gelegen eilanden Bohol en Leyte. De straat is, op het smalste stuk tussen Lapinig en Leyte, 15 kilometer breed en vormt de verbinding tussen de Boholzee in het zuiden en de Camoteszee in het westen. In de straat liggen diverse eilanden. De grootste daarvan is Lapinig voor de kust van Bohol. Het kanaal is vernoemd naar Canigao, een veel kleiner eiland voor de kust van Leyte.